# Кампо Турес
Кампо Турес (итал. Campo Tures) је насеље у Италији у округу Болцано, региону Трентино-Јужни Тирол.
Према процени из 2011. у насељу је живело 2025 становника. Насеље се налази на надморској висини од 857 м.

## Становништво
| 1931. | 1936. | 1951. | 1961. | 1971. | 1981. | 1991. | 2001. | 2011. |
| ----- | ----- | ----- | ----- | ----- | ----- | ----- | ----- | ----- |
| 2.673 | 2.932 | 3.276 | 3.426 | 3.780 | 4.247 | 4.436 | 4.880 | 5.272 |